# 富樫晴貞
富樫 晴貞（とがし はるさだ）は、戦国時代の武将。富樫氏26代当主。加賀国野々市城主。

## 生涯
富樫稙泰の次男として誕生。初名は泰縄（やすつな/やすつぐ）と名乗った。
享禄4年（1531年）、父と兄・泰俊が加賀一向一揆の内乱で敗れて越前に逃れ、一度は野々市に復帰するも再び越前に逃れたため、 天文3年（1534年）に家督を継ぐ。また、家督を継いだのは 天文5年（1536年）ともされており、10月19日に証如宛に代始めの礼物として書状や太刀、馬100頭を贈ったとされている。室町幕府12代将軍・足利義晴の偏諱を受け晴泰（はるやす）と改名。更に後に晴時を経て晴貞と改名した。
家督継承してからしばらくの間は、富樫家中の財政は苦しいものであり、三男・富樫豊弘を寺の奉公に出すなど自分の子供さえ育てることが困難ほどの酷い有様だったとされる。また、暫くは本願寺とは協調路線を模索しながら、土地を横領するなど、活路を見出そうとしていくが、加賀国に派遣されていた下間氏一党などにより苦しめられ、辛酸を嘗める思いをしながらもその後は徐々にある程度の勢力を持ち直していった。
元亀元年（1570年）5月に室町幕府15代将軍・足利義昭より教書を賜り、加賀の賊討伐の上意を受け、織田信長に呼応して本願寺勢力と敵対する。しかし、この時の信長は朝倉義景や浅井長政などと敵対しており、越前から京へと帰還、六角義賢と浅井・朝倉連合軍の挟撃を避けて5月21日に信長は岐阜に帰還しており、一方の晴貞は一向一揆に攻められており、信長と協調して合戦に及んだとして援助を受けようにも援軍をもらえる見込みも援軍が安全に富樫領に入る経路も全く無く、自力で対処しなければならなかった。そもそもこのころの情勢は徐々に信長包囲網が形成されていった時期であり、義昭と信長の仲もまだ破綻してはいなかったが、浅井氏も朝倉氏も信長と敵対しており、顕如も信長に圧迫されていたのでこれを敵視していたので、親信長方となっていた晴貞は必然的に周囲から孤立することとなった。本願寺が加賀に派遣した坊官や下間氏などが率いた一向一揆は大軍をもって富樫領に攻めかかり、晴貞は居城・野々市城に籠城するが一向一揆勢に敗れ、嫡男・晴友を越中に逃し、豊弘などを野々市に残して大乗寺に逃れる。追っ手がそこを放火すると伝燈寺に逃れるが、そこも追っ手に追いつかれて放火され、前後窮してしまい自害した。家督は逃亡していた兄・泰俊が継いだ。

## 人物
- 富樫政親と同じく画才があり、雪舟派の人間を講師として招いてこれを学び、馬の絵を描くことを好んだとされている。この絵は現存しており、金沢市野田大乗寺に所蔵されている。